# Filatorigát

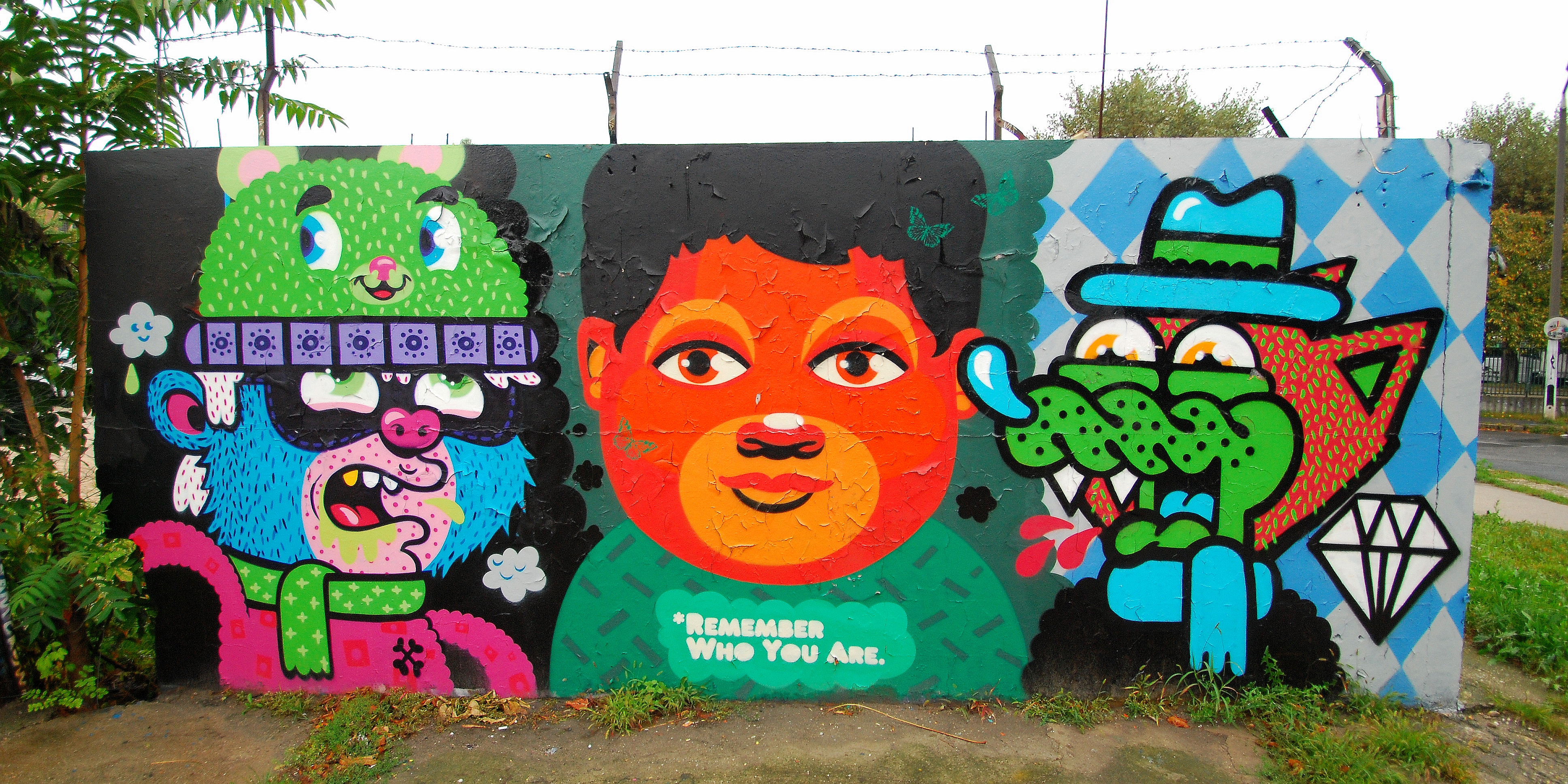
A HÉV megálló környékére jellemző graffitik

Filatorigát Budapest egyik volt városrésze a III. kerületben. 2012-ben megszüntették, nagyobbrészt Kaszásdűlő, kisebbrészt Óbuda városrész közt osztva szét a területét.

## Fekvése
Határai: Orbán Balázs utca a Bécsi úttól – Gyógyszergyár utca – Sereg utca – Bründl árok – Szőlőkert utca – Huszti út – Búza utca – Köles utca – Szentendrei út – Bogdáni út – Vihar utca – Vörösvári út – Bécsi út az Orbán Balázs utcáig.

## Története
Neve eredetileg Filatoridűlő volt. II. József uralkodása idején, 1780-ban az olasz Zanesi Bertalan egy selyemcérnázó üzemet (olaszul filatore, fonó) hozott itt létre, amely ugyan már 1789-ben tönkrement, ám a későbbiekben a környéket németül Filatori Felden néven emlegették. Az első árvízvédelmi gátat a területen az Aranyhegyi-patak felhagyott dunai torkolata körül egykor futó és a Duna által gyakran visszaduzzasztott négy patak (Aranyhegyi-, a Bründl-, a Rádl- és a Filatori-árok) árvizei ellen 1881–1882 telén építettek a Bogdáni út és a Hévizi út mentén. Ezt 1884-re hosszabbították meg a Duna jobb partján, déli irányban a Császárfűrdőig. Később a patakokat befedték, majd az 1950-es években a területet feltöltötték, így mára a létesítmény gyakorlatilag eltűnt. Az 1970-es évek végén a Szentendrei HÉV két kis sugarú ívből álló Bogdáni úti pályaszakaszának kiváltására nyomvonal-korrekciót végeztek. A négy patak felhagyott dunai torkolata helyén 1978 decemberében elkészült nagy sugarú, hosszú ívekkel kialakított új nyomvonalon létesítették a mai Filatorigát megállóhelyet, továbbá megszüntették a Benedek Elek utca megállóhelyet, helyette épült meg a mai Kaszásdűlő megállóhely a Köles utcai útátjárónál.
A Fővárosi Közgyűlés 2012. december 12-én beolvasztotta a Hévizi út-Bogdáni út vonalától északra levő részeit Kaszásdűlő, az attól délieket pedig Óbuda városrészbe.

## Intézmények és látnivalók a városrész területén
A hajdani városrész meglehetősen szegény látnivalókban, területén annál több ipari és kereskedelmi létesítmény üzemel. Ezzel együtt működik itt néhány oktatási intézmény is, mint a Krúdy Gyula Általános Iskola a Gyógyszergyár utcában, az Első Óbudai Általános Iskola a Vörösvári úton és a Márton Áron Szakkollégium a Kunigunda útján, továbbá itt található a III. Kerületi TVE sporttelepe. Ugyancsak a városrész területén található a BKV Bécsi úti, illetve a Bogdáni úti buszvégállomása, valamint itt volt a már megszüntetett Óbudai kocsiszín is.
A kis számú látnivalók egyike egy ókeresztény templom romja a Kunigunda útja, a Raktár utca, a Hunor utca és a Körte utca kereszteződésénél, valamint egy bábjátékost ábrázoló szobor a Hévízi út és a Kalap utca kereszteződése közelében.